# Delaunay-Belleville
Pour les articles homonymes, voir Delaunay et Belleville.
Delaunay-Belleville était une marque française d'automobiles de luxe créée en 1904 par deux frères, Pierre et Robert Delaunay-Belleville (fils de Louis Delaunay-Belleville).

## Historique
Le projet de cette ancienne entreprise de chaudronnerie située à Saint-Denis, était de construire des véhicules très haut de gamme. Elle ne cessa pas pour autant son activité principale de production d'énormes chaudières industrielles, dont les monumentales Ladd-Belleville. C'est à la forme cylindrique des tubes de ces chaudières que l'on doit la célèbre calandre circulaire des Delaunay-Belleville d'avant la Grande guerre.
Le premier type H-4 était une limousine à moteur de 3,6 litres, à quatre cylindres. La production se diversifia par la motorisation, tout en restant dans la catégorie haute. Le radiateur rond des Delaunay-Belleville les caractérisait parfaitement. Elles étaient alors considérées comme la marque automobile la plus prestigieuse. L'absence de vibration du moteur (dont les différentes versions sont conçues par l'ingénieur Marius Barbarou entre 1904 et 1914) les rendait particulièrement silencieuses pour l'époque.
Ces véhicules étaient souvent carrossés selon la demande des clients par des carrossiers qui devinrent plus tard célèbres comme D'Ieteren, Labourdette et Mühlbacher.

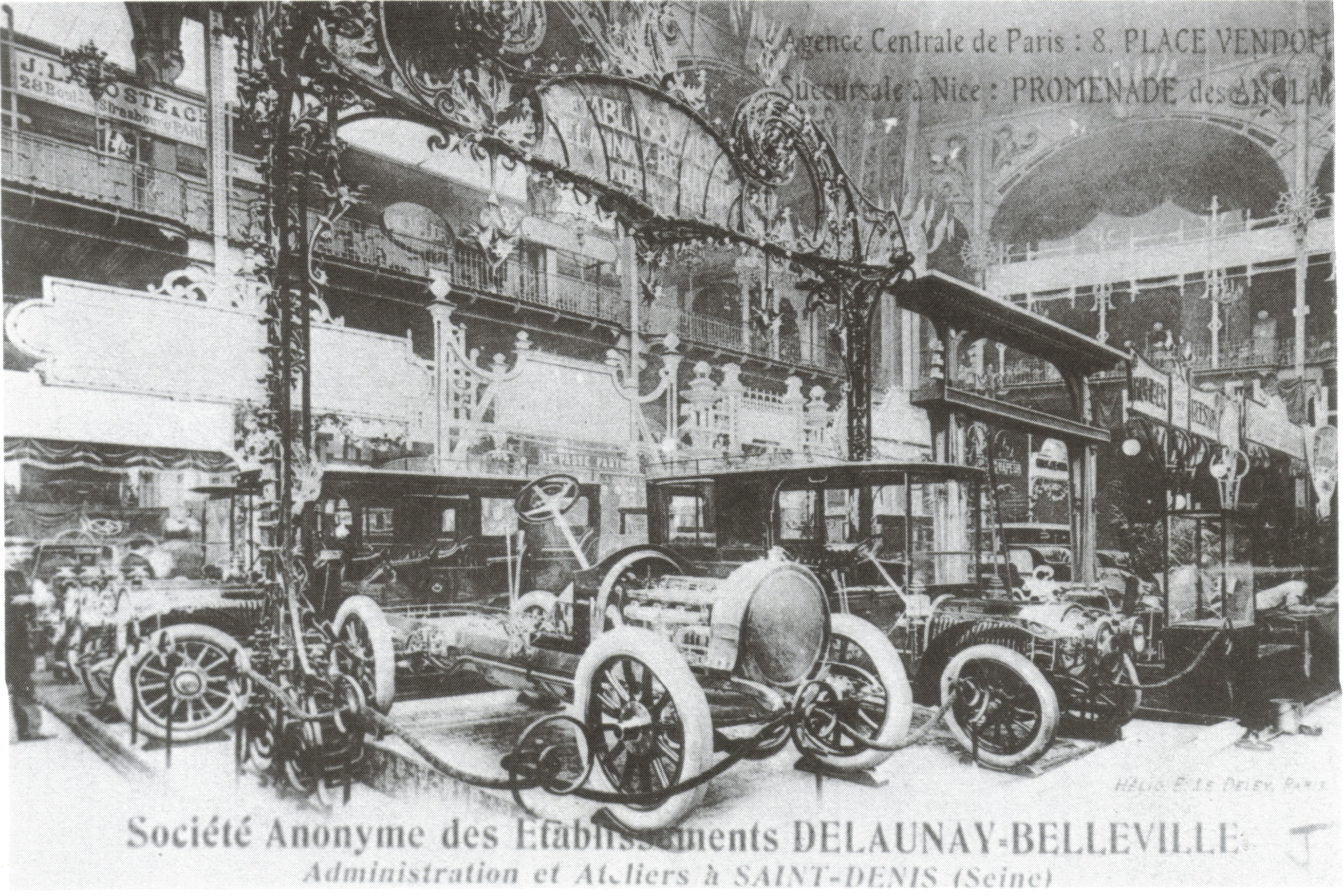
Les Établissements Delaunay-Belleville à Saint-Denis.
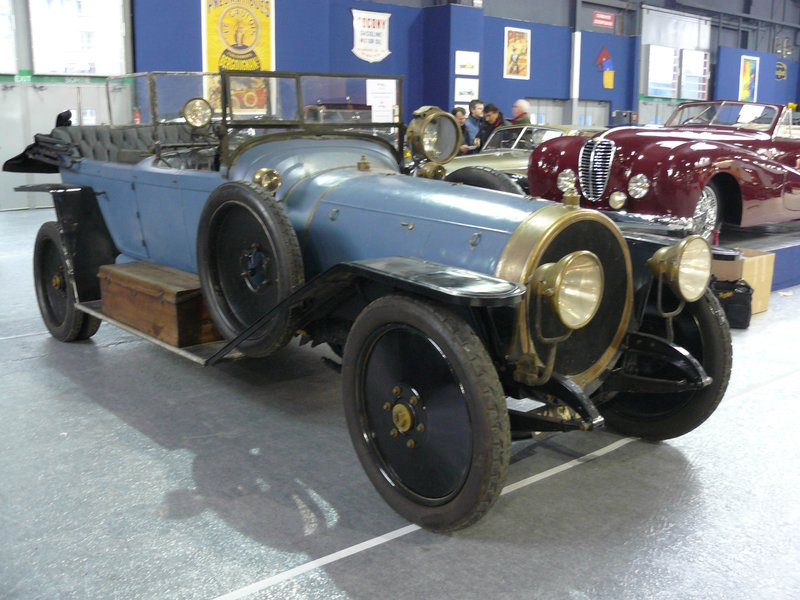
Delaunay-Belleville Type 06 8L de 1913.
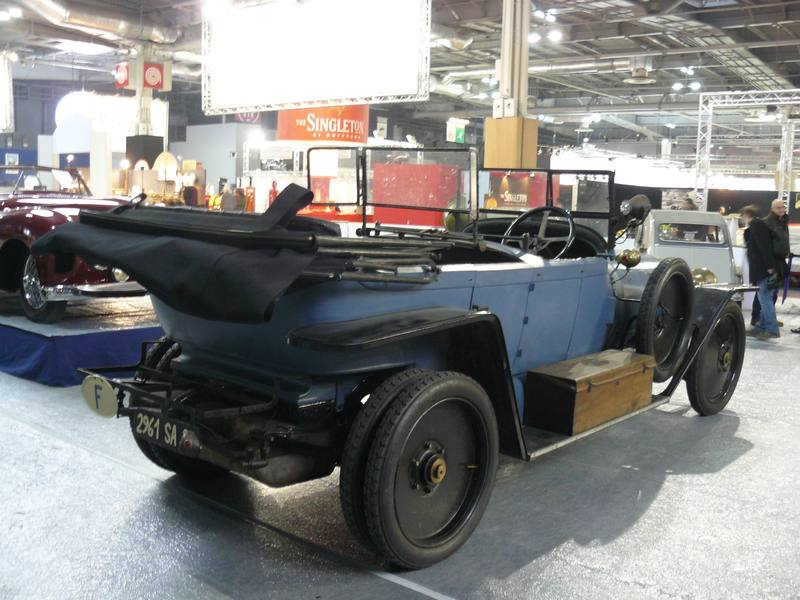
Delaunay-Belleville Type 06 8L de 1913.
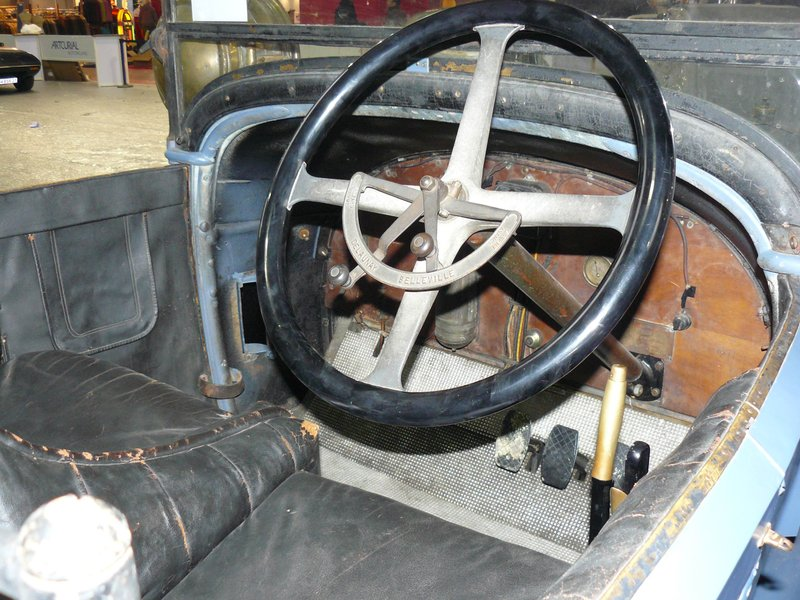
La planche de bord d'une Delaunay-Belleville Type 06 8L de 1913.
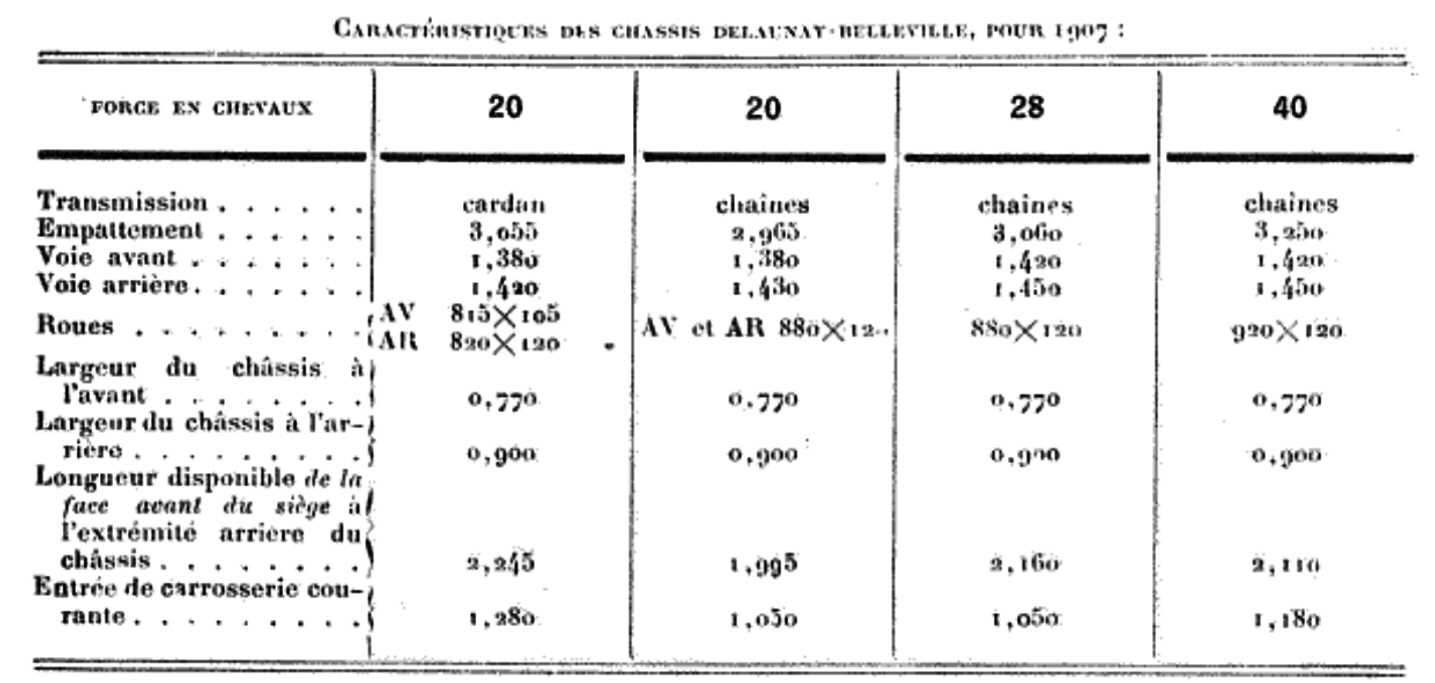
Caractéristiques des modèles Delaunay-Belleville à partir de 1907.
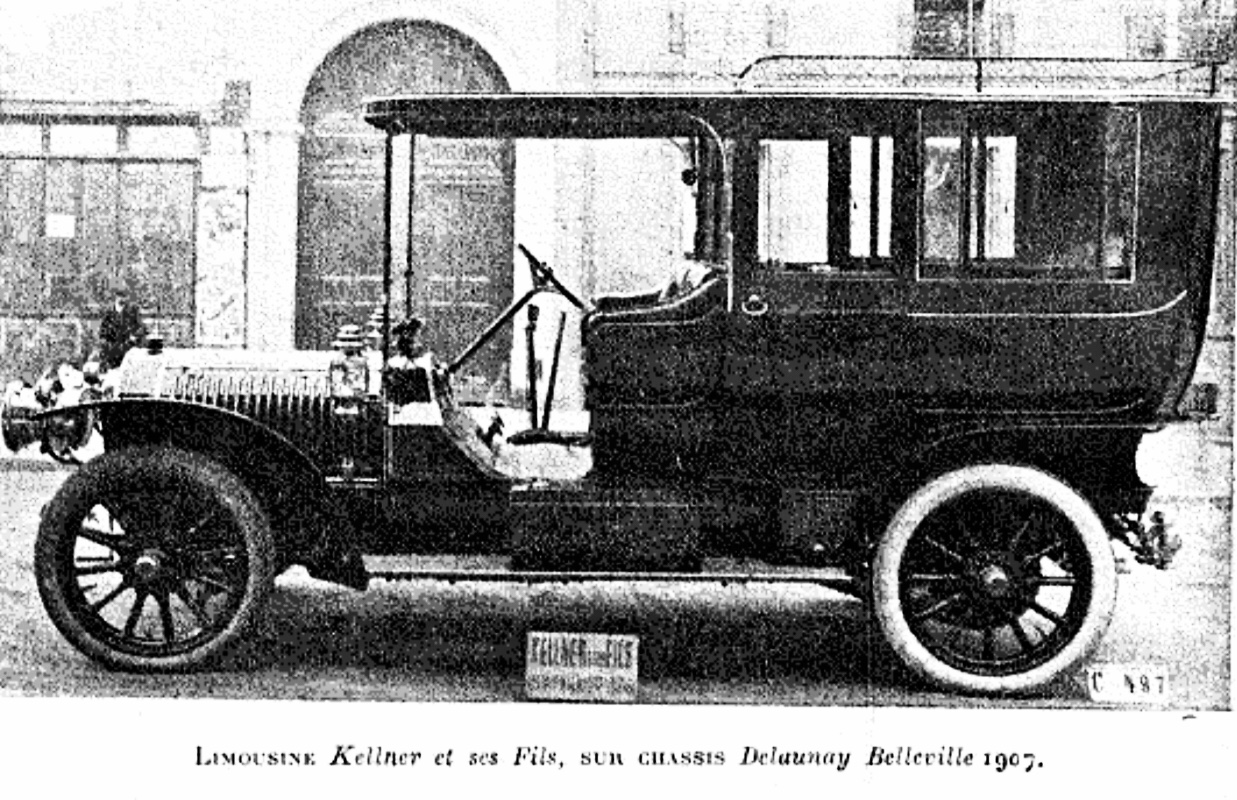
Delaunay-Belleville (1907).

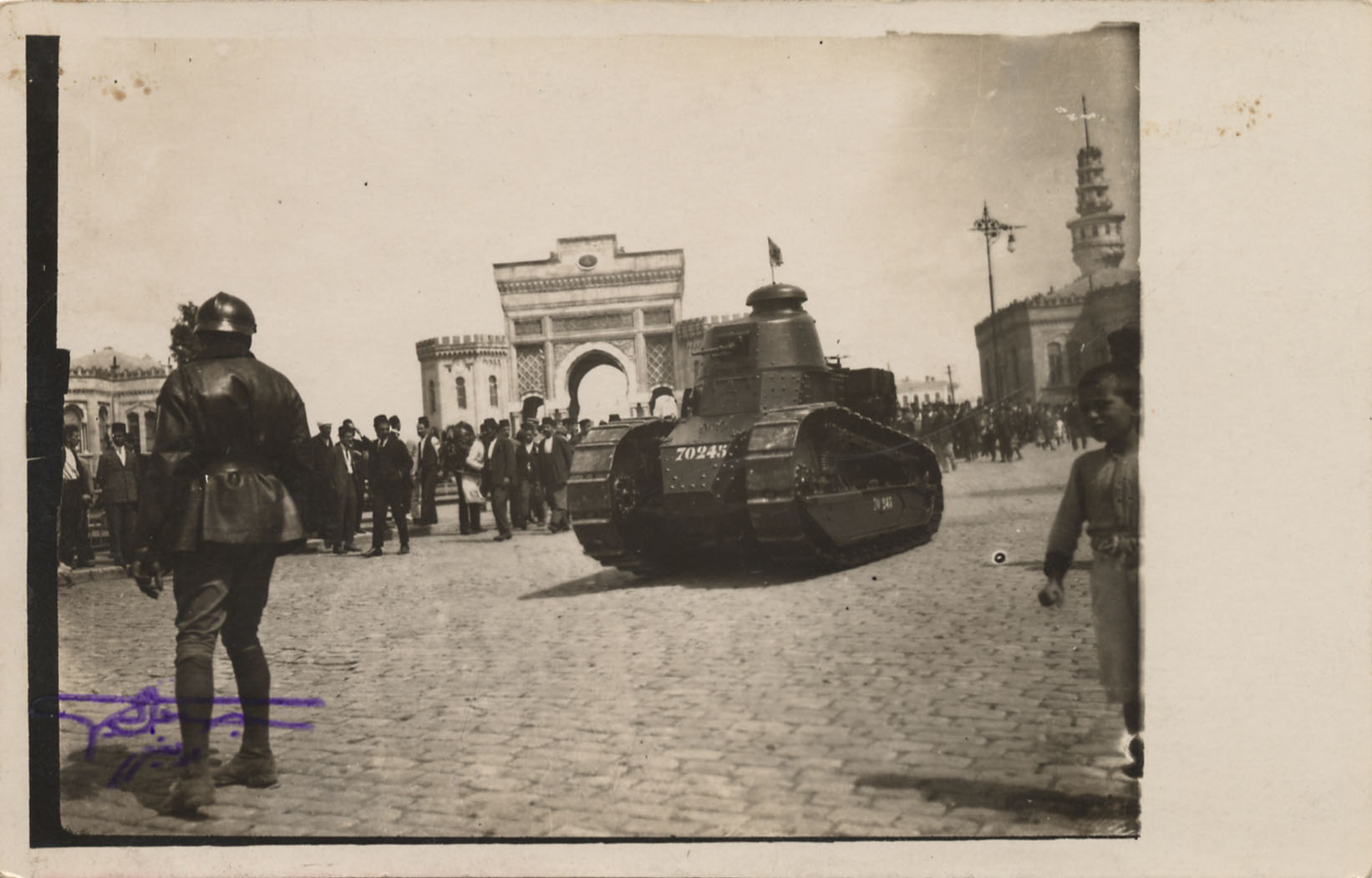
Char FT fabriqué par Delaunay-Belleville (immatriculation dans la tranche 70000) à Istanbul vers 1920.

Pendant la Première Guerre mondiale, Delaunay-Belleville produit des chars Renault FT, des remorques pour canons ou pour chars, des moteurs d'avion Hispano-Suiza V8[réf. souhaitée], ainsi que des fusils Berthier modèles 1907/15, en plus de ses modèles automobiles modifiés pour le service militaire (voitures d'état-major, ambulances, camions, etc.).

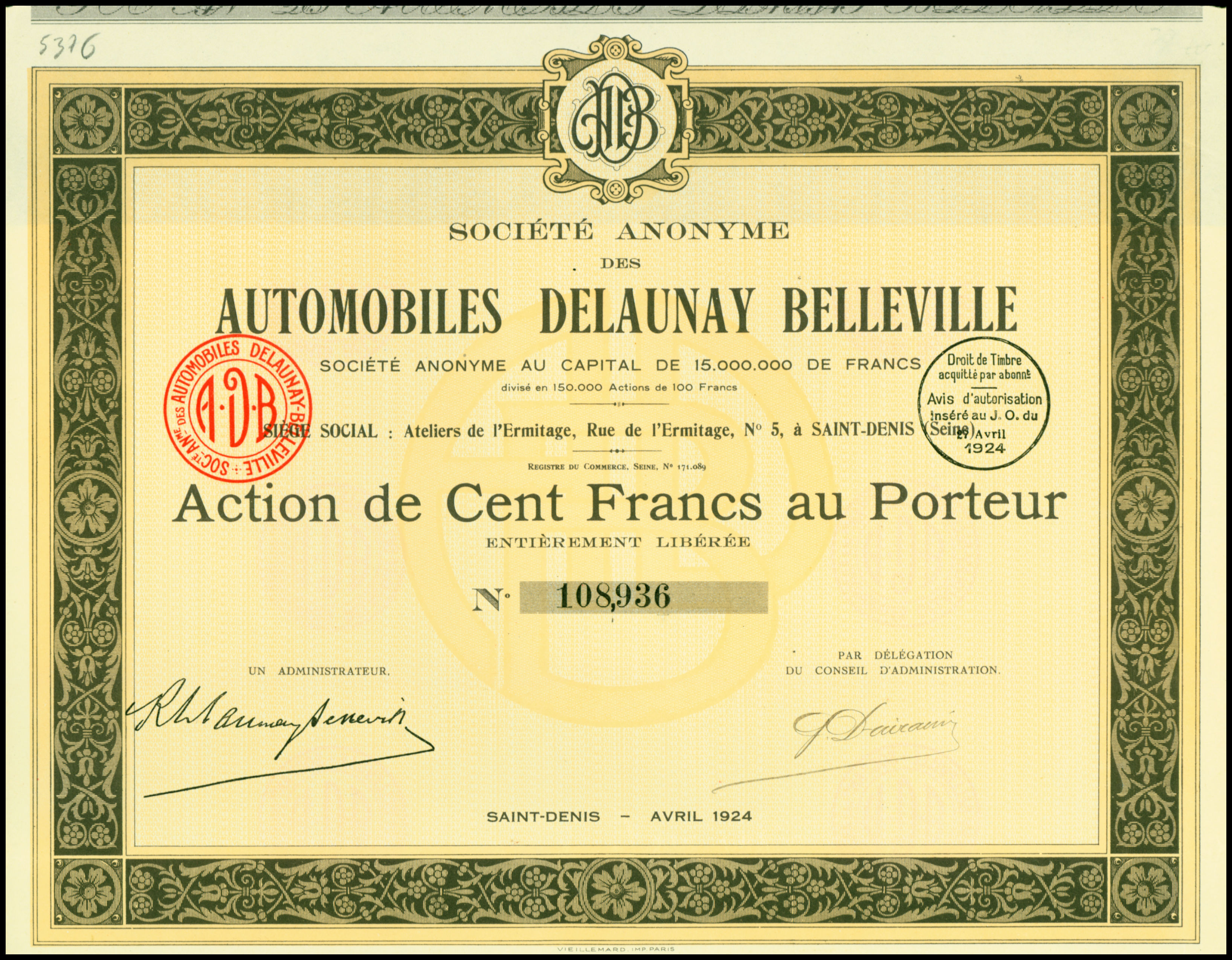
Action de la S. A. des Automobiles Delaunay Belleville en date du 29 avril 1924.

Après 1919, tout en conservant un type de motorisation identique, la ligne fut modernisée. Parallèlement fut lancée en 1922 la 12-CV P-4-B à quatre cylindres, qui se rapprochait du haut de gamme du constructeur Renault.
En 1931, pour se démarquer de la production mondiale ordinaire, furent lancés deux grands châssis, à moteur Continental de 4  et   4,5 litres. Les dernières voitures Delaunay-Belleville de série furent une réplique de la Mercedes-Benz 13-CV 230: cette RI-6 possédait quatre roues à suspensions indépendantes, et fut produite jusqu'en 1948, date à laquelle l'usine fut cédée à De Rovin pour la construction de ses voiturettes.

## Utilisateurs célèbres
Delaunay-Belleville était la marque préférée du tsar Nicolas II de Russie. Delaunay-Belleville lui fabrique trois exemplaires d'un modèle dédié, la Delaunay-Belleville SMT (pour Sa Majesté le Tsar).
L'anarchiste Jules Bonnot réalisa en 1911, son premier braquage de banque au volant d'une Delaunay-Belleville. La plupart des autos utilisées par la bande à Bonnot (notamment pour le célèbre braquage de la Société générale au 148 rue Ordener à Paris qui inaugura la méthode de la fuite en auto) étaient des Delaunay-Belleville, à l'époque une référence inégalée en matière de performances et de fiabilité.